# 袁泰 (苏州)
袁泰，字仲长，元朝平江长洲县（今江苏省苏州市）人。
袁泰是南宋末年、元朝初年诗人袁易的儿子，他在元朝担任郡学教授，别号寓斋，和父亲一样也有诗名。现在流传下来他的四首诗：《次寿道韵二首》、《再次寿道韵二首》。

次寿道韵二首 其一：
桃花夹岸护溪庄，白发渔翁久坐忘。过客此时停短棹，道人终日闭虚堂。
雨沾弱柳垂垂绿，风动新篁隐隐香。茗鼎忽聆烹蟹眼，车声真用绕羊肠。

次寿道韵二首 其二：
烟际轻篷带雨推，水边疏牖趁风开。朋侪政可班荆坐，船舫时能载酒来。
委地花枝徒艳冶，近人鸥鸟不惊猜。翳然林木幽栖意，惭愧愁肠日九回。

再次寿道韵二首 其一：
浩浩波声激壮怀，油油水色绿于苔。乘流好御长风去，得意还期夜月来。
医国恨无三折臂，亏功难累九层台。年登未免啼饥苦，火燎车薪水一杯。

再次寿道韵二首 其二：
青青杞菊遍江庄，隐者盘餐意不忘。蓑笠尚留垂钓石，茅茨重覆读书堂。
坐深村落成幽赏，行入禅扃有妙香。回首城门车马迹，不堪尘事热中肠。